# إليو دي آنا
إليو دي آنا (بالإيطالية: Elio De Anna)‏ هو لاعب اتحاد الرغبي وسياسي إيطالي، ولد في 30 سبتمبر 1949 في كوردينونز في إيطاليا. نشط حزبياً في فورزا إيطاليا.

## وصلات خارجية
- إليو دي آنا عل موقع إسبنسكروم (الإنجليزية)